# Lepiota aspera
Lepiota aspera (Pers.) Quél., Enchir. fung. (Paris): 5 (1886).
La Lepiota aspera è un fungo basidiomicete appartenente alla famiglia Agaricaceae che si distingue da altre specie del genere per le caratteristiche squame marrone presenti sul cappello e facilmente asportabili.

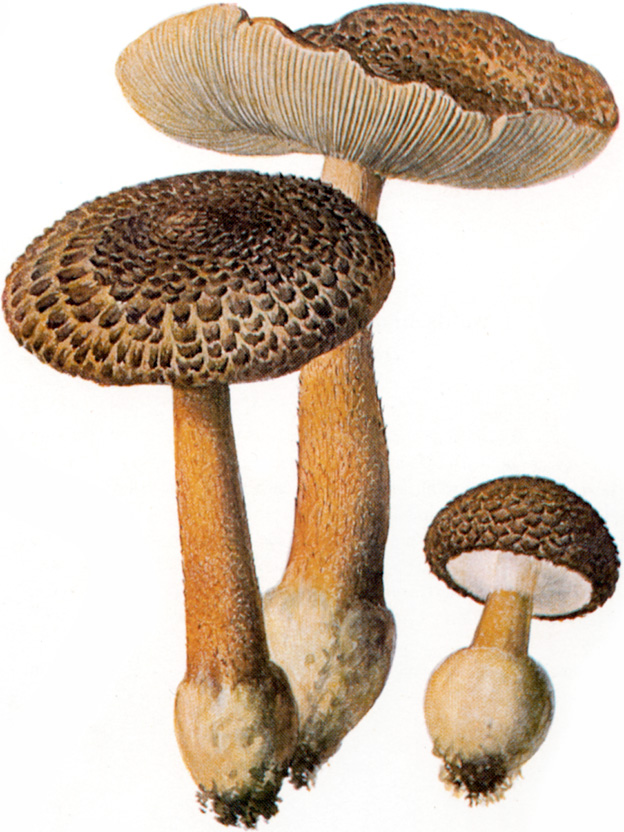
Illustrazione di L. aspera (Albin Schmalfuß, 1897)

## Descrizione della specie

### Cappello
5–15 cm di diametro, convesso, campanulato, poi appianato, carnoso
cuticolaricoperta da piccole squame coniche o piramidali che si distaccano, di color bruno-tabacco su fondo biancastro.

### Lamelle
Molto fitte, libere, biforcate al gambo, di colore bianco.

### Gambo
Cilindrico, corto, bulboso alla base, prima pieno, poi cavo, bianco nella parte superiore, dall'anello verso la base giù è ricoperto da squame brunastre come nel cappello.

### Anello
Ampio, bianco, ornato nella parte inferiore da squame brunastre

### Spore
5-8 x 3-4 µm, ellissoidali, guttulate, bianche in massa

### Carne
Molle, bianca.
- Odore: fetido.
- Sapore: acido, aspro.

## Habitat
Fruttifica, solitario o in piccoli gruppi, in boschi di conifere o misti e in giardini.

## Commestibilità
Tossico.

## Etimologia
Dal latino asper = ruvido.

## Nomi comuni
- Mazza di tamburo squamata

## Specie simili
Può essere confusa con:
- Lepiota hystrix, che produce un essudato marrone scuro.
- Lepiota perplexum, con taglia più piccola e lamelle meno fitte.
- Ben più difficile confonderla con Macrolepiota procera, che ha l'anello mobile sul gambo, un odore gradevole ed è priva di squame sul cappello.

## Sinonimi e binomi obsoleti
- Agaricus acutesquamosus Weinm., Syll. Pl. Nov. Ratisb. 1: 70 (1824)
- Agaricus asper Pers., Abbildungen und Beschreibungen der Schwämme 3: tab. 21 (1793)
- Agaricus elvensis Berk. & Broome, Ann. Mag. nat. Hist., Ser. 3 15: 316 (1865)
- Agaricus friesii Lasch, Linnaea 3: 155 (1828)
- Agaricus friesii subsp. acutesquamosus (Weinm.) Fr., (1874)
- Agaricus mariae Klotzsch, Linnaea 7: 196 (1832)
- Amplariella aspera (Vittad.) E.-J. Gilbert, Iconographia Mycologica 27(Suppl. 1): 78 (1941)
- Cystolepiota acutesquamosa (Weinm.) Bon, Docums Mycol. 7(nos 27-28): 11 (1977)
- Cystolepiota aspera (Pers.) Bon, Bot. Tidsskr. 73: 129 (1978)
- Cystolepiota friesii (Lasch) Bon, Docums Mycol. 7(nos 27-28): 12 (1977)
- Echinoderma acutesquamosum (Weinm.) Bon, Docums Mycol. 22(no. 88): 28 (1993)
- Echinoderma asperum (Pers.) Bon, Docums Mycol., mém. hors sér. 21(no. 82): 62 (1991)
- Echinoderma friesii (Lasch) Bon, Docums Mycol. 22(no. 88): 28 (1993)
- Lepiota acutesquamosa (Weinm.) P. Kumm., Führ. Pilzk. (Zwickau): 136 (1871)
- Lepiota acutesquamosa var. furcata Kühner, Bull. trimest. Soc. mycol. Fr. 52: 210 (1936)
- Lepiota aspera var. acutesquamosa (Weinm.) Singer, Persoonia 2(1): 9 (1961)
- Lepiota friesii (Lasch) Quél., Mém. Soc. Émul. Montbéliard, Sér. 2 5: 72 (1872)
- Lepiota friesii var. acutesquamosa (Weinm.) Quél., Mém. Soc. Émul. Montbéliard, Sér. 2 5: 72 (1872)